# Мур, Салли Фальк
Салли Фальк Мур (англ. Sally Falk Moore; 18 января 1924, Нью-Йорк, Нью-Йорк — 2 мая 2021, Кембридж, Массачусетс) — американский антрополог, занималась социальной и культурной антропологией, африканист, специалист по африканскому праву. Доктор философии (1957), именной профессор Гарварда (эмерит), где трудилась с 1981, декан Гарвардской высшей школы искусств и наук (1985—1989). Лауреат Kalven Prize (2005) и др. отличий.

## Биография и исследования
Салли Лу Фальк выросла в Нью-Йорке; училась в школе Линкольна, Барнард-колледже и юридической школе Колумбийского университета; ученица Карла Никерсона Ллевеллина. Недолговременно работала в юридической фирме на Уолл-стрит в 1945, на следующий год стала штатным юристом в военном департаменте Международного военного трибунала в Нюрнберге, на Нюрнбергском процессе над нацистскими преступниками (она работала над судебным преследованием высокопоставленных промышленников, которые внесли свой вклад в военные усилия нацистов и сама попросила об этом назначении — потому что считала, что у тех должно было быть больше выбора в том, что они делают, чем у многих других в нацистской Германии). Как отмечают, именно этот опыт побудил заняться ее антропологией: для изучения правовых и политических систем и вопроса того, как определить индивидуальную ответственность за коллективные действия. «Этот незабываемый опыт в качестве молодого юриста оставил на ней глубокий след», — отмечала ее подруга и коллега Nur Yalman. С. Фальк покинула Нюрнберг из-за неудачного брака с коллегой-прокурором и переключится на антропологию в ожидании работы в ООН, которую так и не получит.
В 1948 на Гаити повстречает David Cresap Moore, с которым она вернется в Колумбийский университет и они поженятся в 1951; вырастят двух дочерей. 
Докторскую степень по антропологии получила в Колумбийском университете; за свою диссертацию удостоилась Ansley prize, оная работа стала и ее первой книгой «Власть и собственность в Перу инков». Первоначально исследовала права собственности инков. Впоследствии проводила свои основные полевые работы в Танзании, изучая чагга и взаимодействие между коренными, колониальными и постколониальными социальными и правовыми системами. Трудилась в Университете Южной Калифорнии (1963—1977) — где получила Dart Award for Innovative Teaching — и Калифорнийском университете в Лос-Анджелесе (1977—1981). Являлась приглашенным профессором антропологии в Йельском университете (1975—1976) и права и антропологии в Гарвардском университете (1978). В 1981 с семьей переехала в Кембридж (штат Массачусетс), где будет профессором антропологии до конца своих дней. У нее учился Барак Обама. Помимо дочерей у нее остались также внуки.
Много публиковалась, уделяя основное внимание кросс-культурной сравнительной правовой теории.
Отмечают важность ее исследований о собственности и власти у инков, а также о земельном праве и экономических и политических изменениях в Танзании. Она являлась сторонницей процессуалистского понимания антропологии (направления, возникшего как противостоящее структурно-функционалистской и структуралистской гегемонии в 1940-х и 1950-х годах). Lawrence Cohen (профессор антропологии, Беркли) отмечал, что Салли Фальк Мур предлагала своего рода вакцинацию против все еще доминировавшей, хотя и убывающе, области символической антропологии и господствовавшей проблематизации агентности Бурдье и особенно Салинса. Крейг Калхун отмечал, что ей оказывал содействие ее давний юридический и личный наставник Max Lowenthal, а также круг «британских» социальных антропологов, включая M. G. Smith и Макса Глюкмана, «сыгравших ключевую роль в ее интеллектуальном развитии в решающий момент».
Среди ее книг «Law as Process: an Anthropological Approach» и «Social Facts and Fabrications: „Customary“ Law on Kilimanjaro, 1880—1980», сборник эссе «Сравнение невозможностей».